# Знаток муси
Знаток муси (яп. 蟲師 мусиси) — фэнтезийная манга, нарисованная Юки Урусибарой, а также одноимённый аниме-сериал, созданный студией Artland под руководством режиссёра Хироси Нагахамы. Манга выходила с 1999 по 2008 гг. и содержит в себе 10 томов. Согласно опросу, проведенному в 2007 году министерством культуры Японии, занимает 9-е место среди лучшей манги всех времен. Аниме-сериал является адаптацией манги и содержит в себе 26 серий. Премьера состоялась 22 октября 2005 года, а последний показ — 18 июня 2006.
Специальный выпуск, вышедший 4 января 2014 года, является продолжением аниме-сериала. Это адаптация специального выпуска манги, спин-оффа Mushishi Tokubetsu-hen: Hihamukage (яп. 蟲師 特別篇「日蝕む翳」 мусиси токубэцухэн 「хихамукагэ」, "Тень, поглотившая солнце"). В конце выпуска стало известно, что Mushishi получает второй сезон — Mushishi: Zoku Shō (яп. 蟲師 続章 мусиси дзоку сё:, букв. «знаток муси: следующая глава»). Премьера второго сезона состоялась в апреле 2014 года; на данный момент сезон завершен и содержит 22 серии. В последней серии было анонсировано продолжение, Suzu no Shizuku («Капли-колокольчики»), которое вышло летом 2015 года.

## Сюжет
Муси — существа, являющиеся промежуточным звеном между духами и животными. Только некоторые люди могут их видеть; часто наделённые этим даром становятся знатоками муси. Главный персонаж, знаток муси Гинко, путешествует по Японии в поисках этих странных существ, изучая их, а также помогая простым людям, если те каким-либо образом пострадали от муси.

## Персонажи

### Основные
Гинко (яп. ギンコ) — знаток муси, постоянно путешествует. Настоящее имя Ёки. В детстве лишился левого глаза, памяти и естественного цвета волос из-за воздействия муси под названием токоями. Своим присутствием притягивает различных муси, вследствие чего не может долго оставаться в определённом месте. Постоянно курит, отгоняя дымом муси, носит на спине деревянный ящик странствующего аптекаря в качестве рюкзака. Проблематичные ситуации решает не торопясь, предварительно всё обдумав, взвесив все «за» и «против». К муси относится нейтрально, так как «они просто живут своей жизнью», и не являются враждебными по природе.
Сэйю: Накано Юто
Адасино (яп. 化野) — друг Гинко. Работает врачом в небольшой деревне на берегу моря. Коллекционирует «иную» жизнь. Имеет целое хранилище интересных артефактов. Очень дорожит своей коллекцией и всегда рад случаю пополнить её. Гинко часто продаёт ему вещи, собранные во время своих путешествий, и которые в той или иной степени связаны с муси.
Сэйю: Юдзи Уэда
Танъю Карибуса (яп. 淡幽 狩房 Карибуса Танъю) — Пишущая. Носитель запретного муси, который чуть было не уничтожил всё живое и был запечатан мастером муси из клана Минай в теле её предка, передаваясь по наследству. Вынуждена постоянно слушать истории об уничтожении муси от мастеров, чтобы в дальнейшем переносить их в манускрипты, постепенно запечатывая таким образом запретного муси на бумаге. Гинко часто бывает у неё в гостях, рассказывая истории о муси, но далеко не все из них подходят для записи ввиду того, что они в основном не содержат практик уничтожения муси, а больше случаи симбиоза муси и людей. Семья Карибуса имеет огромную библиотеку манускриптов, написанных телом запретного муси, доступ в которую имеют рассказчики.
Сэйю: Аи Кобаяси

## Медиа

### Манга

#### Список томов
| №  | Японский             | Японский               | Русский          | Русский                |
| №  | Дата публикации      | ISBN                   | Дата публикации  | ISBN                   |
| -- | -------------------- | ---------------------- | ---------------- | ---------------------- |
| 1  | 20 ноября 2000 года  | ISBN 978-4-06-314255-6 | Май 2020 года    | ISBN 978-5-907014-70-1 |
| 2  | 20 февраля 2002 года | ISBN 978-4-06-314284-6 | Май 2020 года    | ISBN 978-5-907014-71-8 |
| 3  | 18 декабря 2002 года | ISBN 978-4-06-314312-6 | Май 2020 года    | ISBN 978-5-907014-72-5 |
| 4  | 22 октября 2003 года | ISBN 978-4-06-314332-4 | Май 2020 года    | ISBN 978-5-907014-73-2 |
| 5  | 21 октября 2004 года | ISBN 978-4-06-314361-4 | Май 2020 года    | ISBN 978-5-907014-74-9 |
| 6  | 22 июня 2005 года    | ISBN 978-4-06-314381-2 | Январь 2022 года | ISBN 978-5-907340-57-2 |
| 7  | 22 февраля 2006 года | ISBN 978-4-06-314404-8 | Январь 2022 года | ISBN 978-5-907340-58-9 |
| 8  | 23 февраля 2007 года | ISBN 978-4-06-314442-0 | Январь 2022 года | ISBN 978-5-907340-59-6 |
| 9  | 22 февраля 2008 года | ISBN 978-4-06-314488-8 | Январь 2022 года | ISBN 978-5-907340-60-2 |
| 10 | 21 ноября 2008 года  | ISBN 978-4-06-314537-3 | Январь 2022 года | ISBN 978-5-907340-61-9 |

### Музыкальное сопровождение
Композиции для сериала написал Тосио Масуда.
| Серия | Название                       | Альбом                | Номер трека |
| 1     | Midori no Za (On Air Ver.)     | Mushishi Soundtrack 2 | 24          |
| 2     | Mabuta no Hikari               | Mushishi Soundtrack 1 | 6           |
| 3     | Yawarakai Tsuno                | Mushishi Soundtrack 1 | 3           |
| 4     | Makura Kouji                   | Mushishi Soundtrack 1 | 4           |
| 5     | Tabi o Suru Numa               | Mushishi Soundtrack 1 | 10          |
| 6     | Tsuyu o Suu Mure               | Mushishi Soundtrack 1 | 12          |
| 7     | Ame ga Kuru Niji ga Tatsu      | Mushishi Soundtrack 1 | 9           |
| 8     | Unasaka Yori                   | Mushishi Soundtrack 1 | 7           |
| 9     | Omoi Mi                        | Mushishi Soundtrack 1 | 14          |
| 10    | Suzuri ni Sumu Shiro           | Mushishi Soundtrack 1 | 16          |
| 11    | Yama Nemuru                    | Mushishi Soundtrack 1 | 18          |
| 12    | Sugame no Sakana (On Air Ver.) | Mushishi Soundtrack 2 | 23          |
| 13    | Hito Yo Bashi                  | Mushishi Soundtrack 1 | 13          |
| 14    | Kago no Naka                   | Mushishi Soundtrack 2 | 12          |
| 15    | Haru to Usobuku                | Mushishi Soundtrack 2 | 7           |
| 16    | Akatsuki no Hebi               | Mushishi Soundtrack 2 | 4           |
| 17    | Uro Mayu Tori                  | Mushishi Soundtrack 2 | 8           |
| 18    | Yama Daku Koromo               | Mushishi Soundtrack 2 | 13          |
| 19    | Teppen no Ito                  | Mushishi Soundtrack 2 | 2           |
| 20    | Fude no Umi                    | Mushishi Soundtrack 2 | 3           |
| 21    | Wata Houshi                    | Mushishi Soundtrack 2 | 18          |
| 22    | Oki tsu Miya                   | Mushishi Soundtrack 2 | 6           |
| 23    | Sabi no Naku Koe               | Mushishi Soundtrack 2 | 14          |
| 24    | Kagari no Kou                  | Mushishi Soundtrack 2 | 20          |
| 25    | Ganpuku Ganka                  | Mushishi Soundtrack 2 | 17          |
| 26    | Kusa o Fumu Oto                | Mushishi Soundtrack 2 | 21          |